# Agrotis arida
Agrotis arida là một loài bướm đêm trong họ Noctuidae.